# 大村 (鳥取県)
大村（おおそん）は、鳥取県八頭郡にあった自治体である。1896年（明治29年）3月31日までは智頭郡に属した。

## 概要
現在の鳥取市用瀬町鷹狩・用瀬町赤波・用瀬町美成に相当する。千代川中流域、および支流の赤波川流域に位置した。
村名は3大字が医王山大安興寺の檀家であったことから、その頭文字の「大」をとったとされる。
藩政時代には鳥取藩領の智頭郡用瀬郷（もちがせのごう）に属する美成村・上鷹狩村・小田村・下鷹狩村・赤波村があった。赤波村には枝郷の杉森村・板井原村があったが共に享和3年（1803年）新田として幕府に届出、明治3年（1870年）領内限りで1村として分村した。
この地域にはドジョウが多く、ツルがよく飛来してきた。そのため殿様が鷹狩をする場所として鷹狩という地名になったとされる。また鷹狩は往古、因幡守を助けるために現地で行政を行う介の居た地（別符）とされ、因幡国一宮の宇倍神社の記録では社領5ヶ所の1つとして高狩別符の名がある。

## 沿革
- 1877年（明治10年）5月22日 - 上鷹狩村・下鷹狩村・小田村が合併して鷹狩村となる。杉森村・板井原村が赤波村に合併する[1]。
- 1881年（明治14年）9月12日 - 鳥取県再置。
- 1883年（明治16年）3月 - 用瀬宿（後の用瀬村大字用瀬）に置かれた連合戸長役場の管轄区域となる[3]。
- 1889年（明治22年）10月1日 - 町村制の施行により、鷹狩村・赤波村・美成村が合併して村制施行し、智頭郡大村が発足。旧村名を継承した3大字を編成し、役場を鷹狩村に設置[4]。
- 1896年（明治29年）4月1日 - 郡制の施行により、八上郡・八東郡・智頭郡の区域をもって八頭郡が発足し、八頭郡大村となる。
- 1915年（大正4年）1月1日 - 「大村大字◯◯村」から大字の「村」を削除し、「大村大字◯◯」と改称[5]。
- 1931年（昭和6年）9月23日 - 役場位置を大字鷹狩22番地に変更[6]。
- 1955年（昭和30年）3月31日 - 用瀬町（初代）、社村と合併し、改めて用瀬町（2代）が発足。同日大村廃止[7]。

## 行政

### 歴代村長
| 氏名       | 就任年月日                 | 退任年月日                 | 地区 | 備考 |
| ---------- | -------------------------- | -------------------------- | ---- | ---- |
| 山崎富雄   | 1889年（明治22年）11月     | 1914年（大正3年）12月      | 鷹狩 |      |
| 山崎菊蔵   | 1914年（大正3年）12月      | 1923年（大正12年）8月30日  | 鷹狩 |      |
| 林亀藏     | 1923年（大正12年）9月4日   | 1925年（大正14年）2月28日  | 鷹狩 |      |
| 森田富敬   | 1925年（大正14年）4月17日  | 1931年（昭和6年）10月13日  | 鷹狩 |      |
| 西村則敬   | 1931年（昭和6年）12月17日  | 1934年（昭和9年）3月3日    | 鷹狩 |      |
| 森田勘吉   | 1934年（昭和9年）6月22日   | 1942年（昭和17年）1月20日  | 鷹狩 |      |
| 西村則敬   | 1942年（昭和17年）1月25日  | 1945年（昭和20年）10月23日 | 鷹狩 |      |
| 林仲治     | 1945年（昭和20年）10月29日 | 1946年（昭和21年）11月19日 | 鷹狩 |      |
| 森田弘     | 1947年（昭和22年）4月5日   | 1948年（昭和23年）2月15日  | 鷹狩 |      |
| 藤原登亀男 | 1948年（昭和23年）3月29日  | 1955年（昭和30年）3月29日  | 美成 |      |
| 参考文献 - |                            |                            |      |      |

## 教育
- 大村村立興徳小学校：現在は統合により鳥取市立用瀬小学校[1]。
- 用瀬町大村学校組合立三角中学校：当時の用瀬小学校北校舎を借用。後に鳥取市立用瀬中学校となり、現在は統合により鳥取市立千代南中学校[1]。

## 交通

### 鉄道
- 因美線：当時は駅はなく用瀬町発足後の1961年に鷹狩駅が開業。

## 出身者
- 前田直衞（日本画家）